# Louis Mountbatten, 1. Earl Mountbatten of Burma

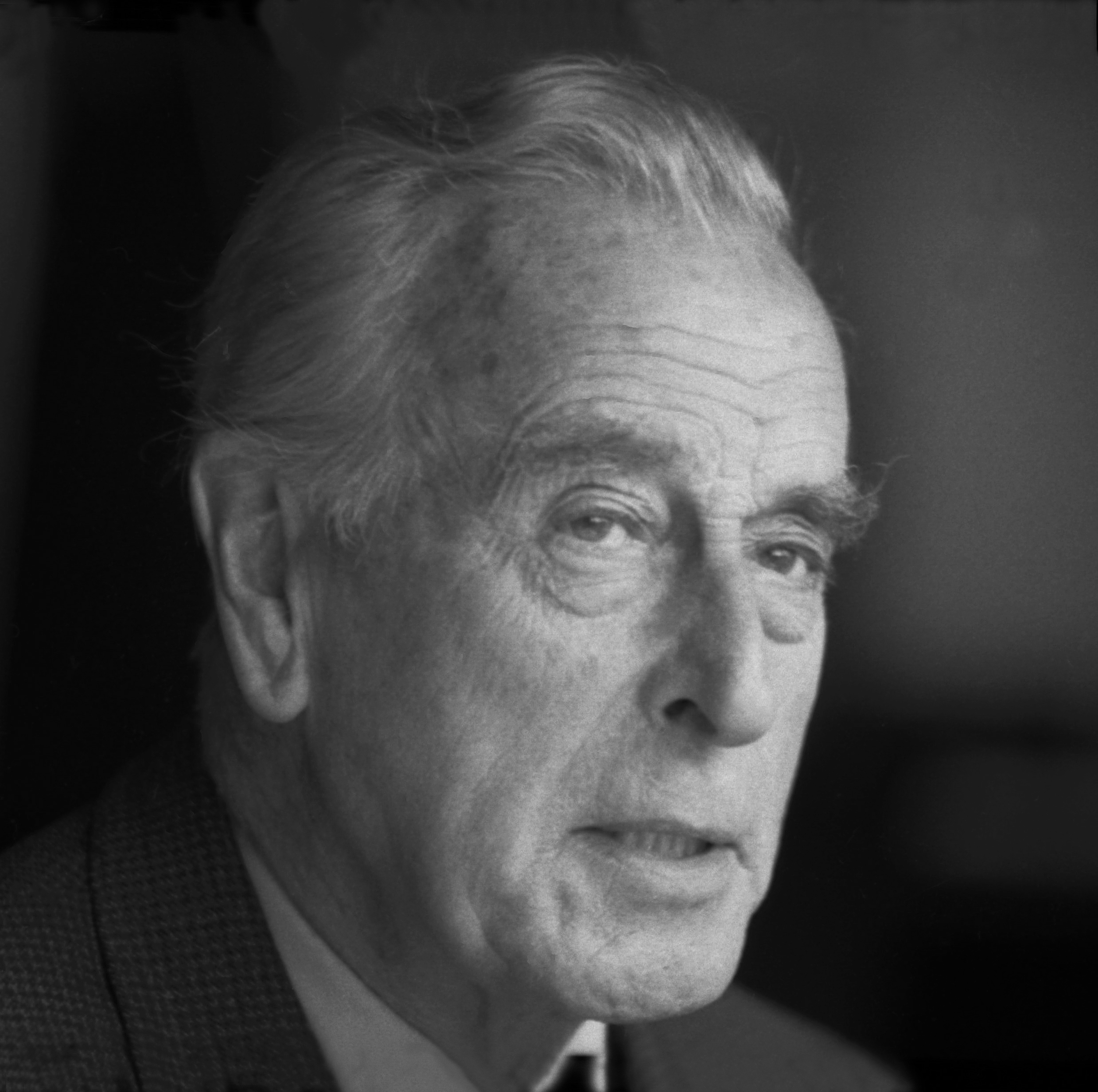
Earl Mountbatten of Burma (1976)

Louis Francis Albert Victor Nicholas Mountbatten, 1. Earl Mountbatten of Burma, KG, GCB, OM, GCSI, GCIE, GCVO, DSO, PC (* 25. Juni 1900 in Windsor Castle; † 27. August 1979 in der Bucht von Sligo, Irland) war ein britischer Admiral of the Fleet, letzter Vizekönig von Indien sowie erster Generalgouverneur Indiens nach der Teilung und Generalstabschef des Vereinigten Königreichs aus dem Adelsgeschlecht Battenberg. Mountbatten war Onkel von Prinz Philip, dem Ehemann der britischen Königin Elisabeth II. 1979 wurde er, zusammen mit drei anderen Personen, Opfer eines Bombenattentats, das ein Mitglied der Provisional Irish Republican Army (IRA) verübte.

## Leben

### Jugend

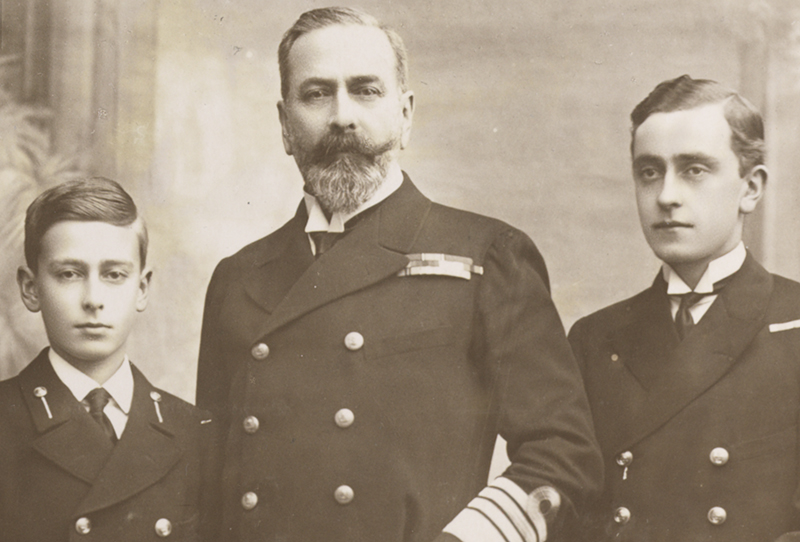
Louis Mountbatten (links) mit seinem Vater und Bruder George (1914)

Der spätere Earl Mountbatten of Burma wurde 1900 als Seine Durchlaucht (His Serene Highness) Prinz Louis Francis Albert Victor Nicholas von Battenberg in Frogmore House im Großen Park von Windsor Castle geboren. Seine Eltern waren der britische Admiral hessischer Herkunft Prinz Ludwig Alexander von Battenberg (1854–1921) und Prinzessin Victoria Alberta von Hessen und bei Rhein (1863–1950), eine Enkelin Königin Victorias und Schwester des letzten Großherzogs von Hessen-Darmstadt. Aufgrund dieser Beziehungen zählten die Battenbergs zur Verwandtschaft der britischen Königlichen Familie. Als König Georg V. im Juli 1917 für sich und seine Familie auf alle deutschen Titel verzichtete und seine Verwandten dazu aufrief, dasselbe zu tun, legte auch Admiral Prinz Ludwig Alexander von Battenberg seine hessischen Titel ab. Er nahm den Familiennamen Mountbatten, eine anglifizierte Version von Battenberg, an und erhielt wenig später die Würde eines britischen Marquess of Milford Haven sowie einen Sitz im House of Lords. Aufgrund dieses Verzichts verloren auch seine Kinder ihre bisherigen deutschen Titel: während sein ältester Sohn George (1892–1938) als Heir apparent den Höflichkeitstitel Earl of Medina führte, erhielt sein zweiter Sohn das Höflichkeitsprädikat Lord Louis Mountbatten.
Louis’ ältere Schwester Louise Mountbatten (1889–1965) heiratete 1923 Kronprinz Gustav Adolf von Schweden und wurde 1950 durch die Thronbesteigung ihres Mannes Königin.

### Frühe Karriere

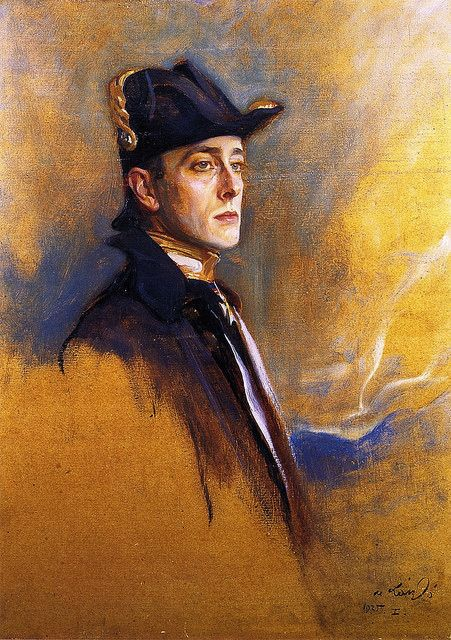
Philip Alexius de László: Lord Louis Mountbatten, 1925

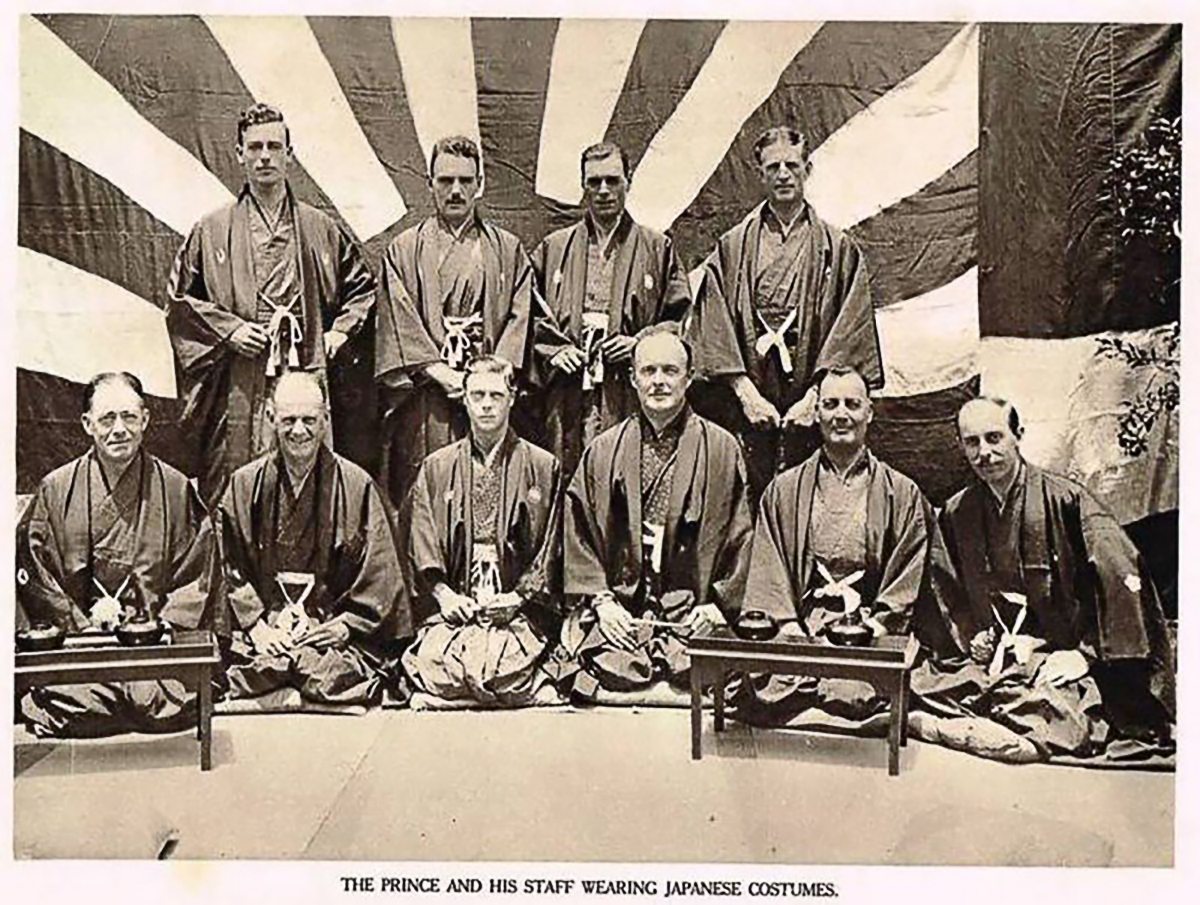
Der Prince of Wales und spätere König Edward VIII. mit seinem Stab. Alle tragen Kimono (Yukata) während des Besuchs in Japan im Jahr 1922. (Louis Mountbatten stehend, erster von links)

Im Ersten Weltkrieg diente Mountbatten ab 1916 im Rang eines Midshipman der Royal Navy auf dem Schlachtkreuzer Lion sowie auf dem Schlachtschiff Queen Elizabeth. Bei Kriegsende war er Executive Officer auf dem Patrouillenboot P31. Ab 1919 studierte er für zwei Semester am Christ’s College der Universität Cambridge in einem speziell für Veteranen eingerichteten Kurs Ingenieurwissenschaften.
Im März 1920 wurde er auf den Schlachtkreuzer Renown versetzt und begleitete mit diesem Edward, den Prince of Wales, auf einer Reise nach Australien. 1921 kam er auf das Schwesterschiff Repulse und nahm wiederum an einer Reise des Prince of Wales nach Indien und Japan teil. Zwischen beiden bildete sich eine enge Freundschaft. 1922 wurde Mountbatten anlässlich seiner Hochzeit als Knight Commander des Royal Victorian Order geadelt. Er überstand die aufgrund von Budgetkürzungen 1922 einsetzende Entlassungswelle von Offizieren der Royal Navy und wurde Anfang 1923 auf das Schlachtschiff Revenge bei der Mittelmeerflotte versetzt. Ab 1924 studierte er an der Signals School in Portsmouth sowie kurzzeitig Elektrotechnik am Royal Naval College in Greenwich. Er wurde auch Mitglied der Institution of Electrical Engineers, die später eine jährlich verliehene Medaille nach ihm benannte. 1926 kam er auf das Schlachtschiff Centurion und wurde Anfang 1927 zum assistierenden Leiter der Flottenkommunikation bei der Mittelmeerflotte unter Admiral Roger Keyes ernannt. Seit 1928 im Rang eines Lieutenant Commander stehend, kam er 1929 zurück nach Portsmouth, um als Ausbilder an der Signals School zu wirken. 1931 ging er zurück zur Mittelmeerflotte, wo er als Chefsignaloffizier und an Bord der Resolution diente.
1934 erhielt Mountbatten sein erstes eigenständiges Kommando über den Zerstörer Daring, mit dem er eine Fahrt nach Singapur unternahm, um ein älteres Schiff abzulösen. Im Januar 1936 nahm er an der Beerdigung von König Georg V. teil. Er wurde anschließend zum persönlichen Aide-de-camp des neuen Königs Eduard VIII. ernannt und diente ab Juli 1936 in der Admiralität in der Naval Air Division. Im Mai 1937 nahm er an der Krönungszeremonie des neuen Königs Georg VI. teil. Im Juni 1937 zum Captain befördert, erhielt er am Vorabend des Zweiten Weltkriegs den Befehl über den Flottillenführer Kelly der K-Klasse.

### Offizier im Zweiten Weltkrieg und Vizekönig von Indien

Wappen des Louis Mountbatten, 1. Earl Mountbatten of Burma

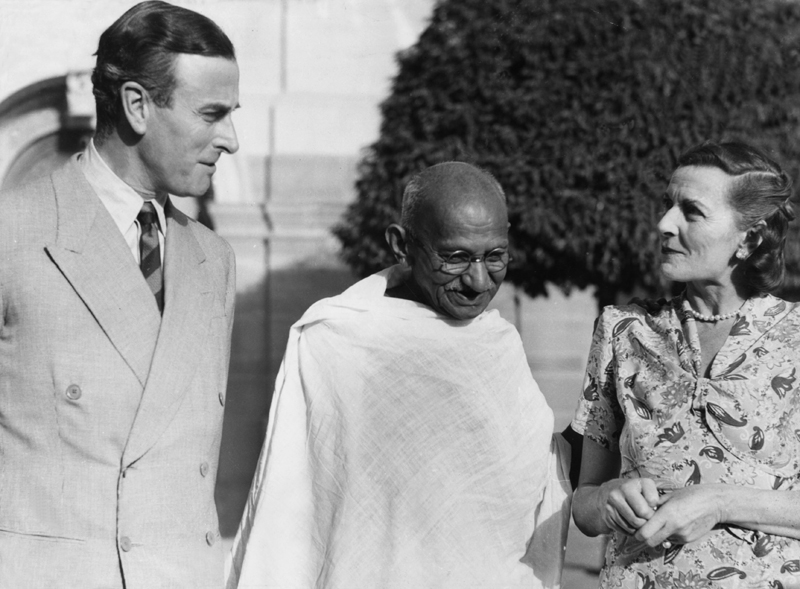
Lord Mountbatten und Gattin mit Mahatma Gandhi, 1947

Mountbattens Rolle im Zweiten Weltkrieg und vor allem beim Übergang Indiens und Pakistans zur Unabhängigkeit wurde in der Öffentlichkeit und in seiner näheren Umgebung höchst unterschiedlich beurteilt. Seine spektakuläre, von modernen PR-Maßnahmen begleitete Karriere hatte eine große Wirkung auf die Zeitgenossen, werden in der neueren Literatur jedoch kritisch gesehen.
Im Zweiten Weltkrieg kommandierte er an Bord der Kelly zunächst eine Zerstörerflottille; er war berühmt für seine mutigen und gewagten Einsätze, die auch in dem Propagandafilm In Which We Serve des Regisseurs Noël Coward verfilmt wurden. Im Januar 1942 erhielt er als Chief of Combined Operations den Auftrag, auf die von der deutschen 302. Infanteriedivision besetzte nordfranzösische Küstenstadt Dieppe einen Angriff durchzuführen. Dazu erhielt er im März 1942 den temporären Rang eines Vice-Admiral der Royal Navy, sowie die Ehrenränge eines Lieutenant-General der British Army und Air Marshal der Royal Air Force, um ihm die notwendige Autorität über die kombiniert einzusetzenden Waffengattungen zu geben. Dieser Angriff mit dem Namen Operation Jubilee fand am 19. August 1942 statt, führte zu großen Verlusten und wird allgemein als Fehlschlag gewertet, aus dessen Fehlern jedoch für die Operation Overlord gelernt wurde. Gründe für den Fehlschlag waren ungenügende Planung, mangelhafte Aufklärung und zahlreiche Fehleinschätzungen des britischen Befehlshabers. Mountbatten wurde 1943 in den temporären Rang eines Admirals befördert und war sodann von 1943 bis 1946 Oberbefehlshaber der Alliierten Streitkräfte in Südostasien (South East Asia Command), wobei er sich im Burmafeldzug auszeichnete. In Anerkennung seiner Leistungen besonders als Oberbefehlshaber in Südostasien wurde Mountbatten 1946 zum Viscount Mountbatten of Burma, of Romsey in the County of Southampton, erhoben und erhielt dadurch selbst einen Sitz im House of Lords. Da er keine Söhne hatte, wurde ihm der Adelstitel mit dem besonderen Zusatz verliehen, dass er in Ermangelung männlicher Nachkommen auch an seine Töchter, in der Reihenfolge ihres Alters, und deren männliche Nachkommen vererbbar sei. Im selben Jahr wurde er außerdem als einziger britischer Admiral des Zweiten Weltkriegs in den Hosenbandorden aufgenommen. Im Mai 1946 wurde er in den substanziellen Rang eines Rear-Admiral der Royal Navy befördert.
Nach einer Zwischenstation als Kommandeur eines Kreuzergeschwaders im Mittelmeer wurde Lord Mountbatten zum Vizekönig von Indien ernannt. Als letztem Inhaber dieses Amtes fiel ihm die schwierige Rolle zu, innerhalb kürzester Zeit im Jahr 1947 die britische Kolonie in die Unabhängigkeit zu entlassen. Entsprechend dem Mountbattenplan (gemeinsam mit Cyril Radcliffe erstellt) erfolgte am 15. August 1947 die Teilung der Kronkolonie in die zwei Dominions – Indische Union und Pakistan, wobei Mountbatten zunächst noch für kurze Zeit Generalgouverneur von Indien wurde. Nach seiner Rückkehr ins Vereinigte Königreich verlieh ihm König Georg VI. die Titel Earl Mountbatten of Burma und Baron Romsey, of Romsey in the County of Southampton. Auch diese Adelstitel wurden, wie der Viscounttitel, mit einer besonderen Erbregelung zugunsten seiner Töchter verliehen.
Im Juni 1949 wurde er in den substanziellen Rang eines Vice-Admiral, im Februar 1953 zum Admiral und schließlich im Oktober 1956 zum Admiral of the Fleet befördert. In den 1950er und 1960er Jahren bekleidete er hochrangige Ämter in der Royal Navy und bei der NATO. 1955 bis 1959 war Mountbatten Stabschef der Marine (Erster Seelord), danach bis 1965 Chef des Verteidigungsstabs des Vereinigten Königreichs (Chief of the Defence Staff).
Nach seinem Ausscheiden aus dem aktiven Dienst engagierte sich Mountbatten unter anderem für die United World Colleges (UWC), eine Gruppe von Schulen nach dem Konzept des deutschen Pädagogen Kurt Hahn. Von 1967 bis 1978 übernahm Mountbatten die Präsidentschaft der UWC-Bewegung. Ferner war er Mitglied des renommierten Savage Clubs.

### Privatleben
1922 heiratete Mountbatten Edwina Ashley, väterlicherseits Enkeltochter des Privy-Council-Mitgliedes Evelyn Ashley und mütterlicherseits Enkeltochter und Haupterbin von Sir Ernest Cassel. Der von Edwina mit in die Ehe gebrachte, nunmehr gemeinsam bewohnte Landsitz Broadlands bei Southampton wurde bald zu einem Mittelpunkt des gesellschaftlichen Lebens in Großbritannien.
Das Ehepaar hatte zwei Töchter:
- Patricia Mountbatten, 2. Countess Mountbatten of Burma (* 14. Februar 1924; † 13. Juni 2017),
- Lady Pamela Carmen Louise Hicks (* 19. April 1929).

Die Eheleute führten insbesondere in den 1930er Jahren eine offene Beziehung. Beide hatten Beziehungen zu Personen beiderlei Geschlechts. Unter anderem wird vermutet, dass Lady Mountbatten eine Affäre mit Nehru hatte, während ihr Mann Vizekönig von Indien war. Im Februar 1960 starb Lady Mountbatten im Alter von 58 Jahren.
Eine besonders enge Beziehung hatte Lord Louis Mountbatten sowohl zu seinem Neffen Prinz Philip als auch zu dessen Sohn, Charles. Er war maßgeblich an der Anbahnung der Ehe des ersteren mit der Thronfolgerin Elisabeth beteiligt und stellte dem Paar seinen Landsitz Broadlands für die Flitterwochen zur Verfügung. Seinem Großneffen Charles war Mountbatten über viele Jahre hinweg Mentor, Freund und Ersatzvater (genannt „Onkel Dickie“). Nach Edwinas Tod bewohnte er Broadlands 19 Jahre lang allein.

### Ermordung durch die IRA
Mountbatten wurde am 27. August 1979 Opfer eines Attentats der Provisional Irish Republican Army. Während eines Familienurlaubs in seinem Sommerhaus in Mullaghmore im County Sligo in der Republik Irland explodierte eine von der Gruppe in seinem Boot Shadow V platzierte Bombe. Mountbatten, sein 14 Jahre alter Enkel Nicholas Knatchbull und der befreundete 15-jährige Ire Paul Maxwell wurden getötet, Knatchbulls Großmutter väterlicherseits verstarb später an ihren Verletzungen. Ebenfalls an Bord befanden sich Mountbattens Tochter Patricia, ihr Ehemann und ihr Sohn Timothy, sie überlebten das Attentat schwer verletzt. Die Provisional IRA übernahm die Verantwortung für den Anschlag. Am 28. November 1979 wurde Thomas McMahon für den Anschlag zu lebenslanger Haft verurteilt. Im Zuge des Karfreitagsabkommens wurde McMahon 1998 amnestiert. Patricia und Timothy Knatchbull unterstützten 2012 das Zusammentreffen der Queen mit Martin McGuinness.
Der große, von Mountbatten selbst bis ins Einzelne geplante Trauergottesdienst, der auch weltweit im Fernsehen übertragen wurde, fand in der Westminster Abbey statt. Beigesetzt wurde Mountbatten in der Romsey Abbey in Hampshire, die in der Nähe des Familiensitzes Broadlands liegt.

## Vorwurf sexueller Gewalt
Im Oktober 2022 fand vor einem Belfaster Gericht eine erste Anhörung über den Vorwurf statt, Mountbatten habe 1977 im Kincora Boys’ Home in Belfast einen 11-jährigen Jungen zweimal sexuell missbraucht. In diesem Zusammenhang hat das damalige vermeintliche Opfer auch gerichtliche Schritte gegen mehrere staatliche Institutionen in Nordirland eingeleitet („the Department of Health, the Secretary of State, the Police Service of Northern Ireland, Belfast Health and Social Care Trust and the Business Services Organisation“).

## Orden und Ehrenzeichen

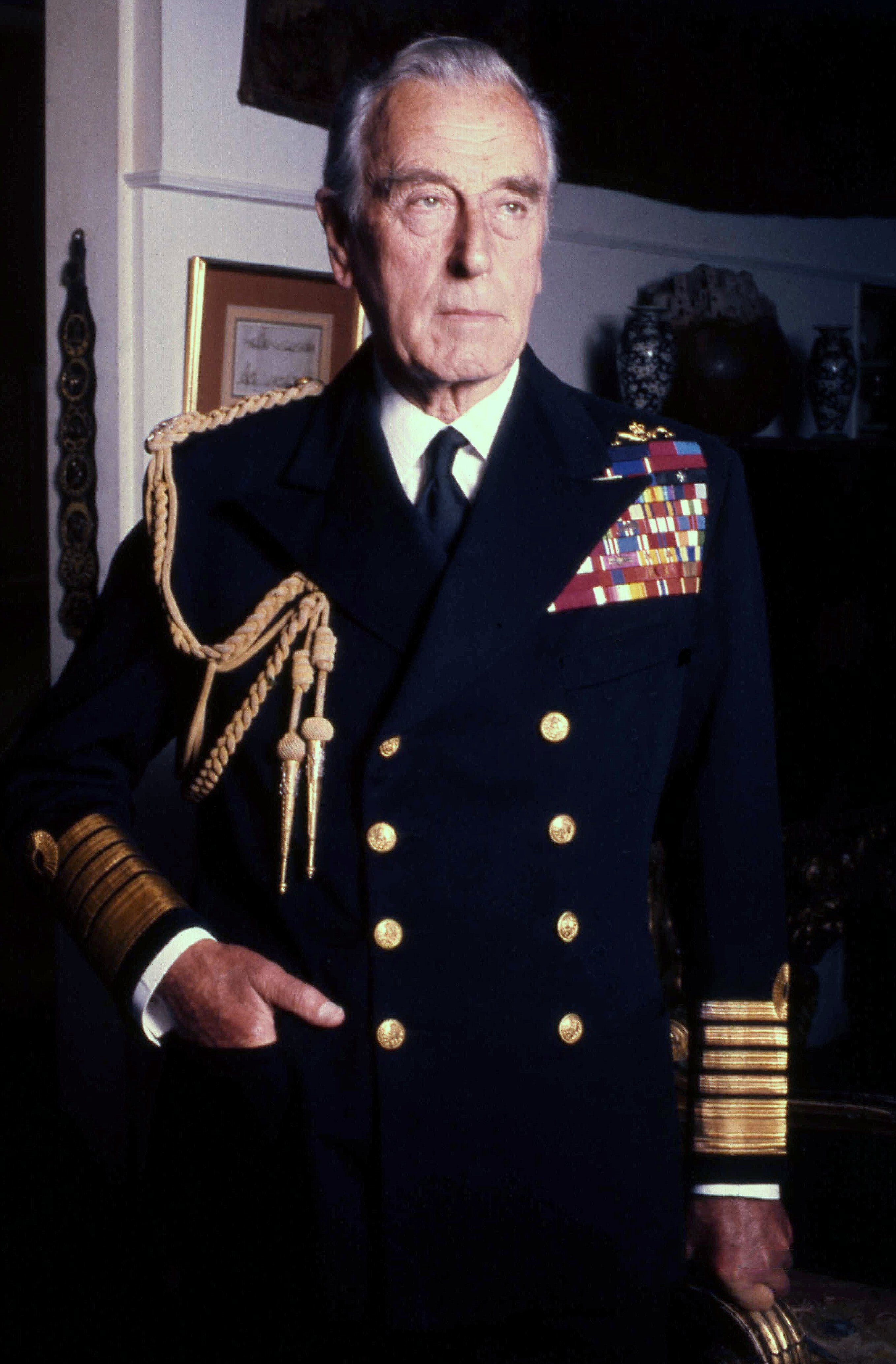
Earl Mountbatten of Burma (1976)

### Britische Orden
- 1920: Member des Royal Victorian Order (MVO)[10]
- 1922: Knight Commander des Royal Victorian Order[11]
- 1929: Commander des Order of Saint John (CStJ)[12]
- 1937: Knight Grand Cross des Royal Victorian Order (GCVO)[13]
- 1940: Knight of Justice des Order of Saint John (KJStJ)[14]
- 1941: Distinguished Service Order (DSO)[15]
- 1943: Companion des Order of the Bath (CB)
- 1945: Knight Commander des Order of the Bath (KCB)[16]
- 1946: Knight Companion des Hosenbandordens (KG)[17]
- 1947: Knight Grand Commander des Order of the Star of India (GCSI)
- 1947: Knight Grand Commander des Order of the Indian Empire (GCIE)
- 1955: Knight Grand Cross des Order of the Bath (GCB)
- 1965: Member des Order of Merit (OM)[18]

### Ausländische Orden
- 1922: Nil-Orden, Ägypten
- 1922: Großkreuz des Ordens de Isabel la Católica, Spanien
- 1924: Großkreuz des Ordens der Krone von Rumänien
- 1937: Großkreuz des Sterns von Rumänien
- 1941: Kriegskreuz, Griechenland
- 1943: Chief Commander der Legion of Merit, Vereinigte Staaten
- 1945: Orden der günstigen Wolken, 1. Klasse, China[19]
- 1945: Distinguished Service Medal, Vereinigte Staaten[20]
- 1946:  Großkreuz der Ehrenlegion, Frankreich
- 1946: Croix de guerre, Frankreich
- 1946: Großkomtur des Ordens des Sterns von Nepal
- 1946: Großkreuz des Weißen Elefantenordens, Thailand
- 1946: Ritter I. Klasse des Ordens Georgs I.[21], Griechenland
- 1948: Großkreuz des Ordens vom Niederländischen Löwen[22]
- 1951: Großkreuz des Ritterordens von Avis, Portugal
- 1952: Ritter des Königlichen Seraphinenordens (RSerafO)[23][24], Schweden
- 1956: Großkomtur des Ordens Thiri Thudhamma, Burma
- 1962: Großkreuz des Dannebrog-Ordens, Dänemark
- 1965: Großkreuz des Ordens vom Siegel Salomons, Äthiopien